# Oristano
Oristano – miasto i gmina we Włoszech, w regionie Sardynia, w prowincji Oristano.
Według danych na rok 2008 gminę zamieszkiwało 32 453 osób, 383,5 os./km². Graniczy z Baratili San Pietro, Cabras, Nurachi, Palmas Arborea, Santa Giusta, Siamaggiore, Siamanna, Simaxis, Solarussa, Villaurbana i Zeddiani.
Gospodarka Oristano jest oparta głównie na rybołówstwie, rolnictwie i turystyce.
W mieście jest stacja kolejowa Oristano.

## Zabytki
- Wieża św. Krzysztofa
- Torrione (Duża Wieża) Portixeddy
- Katedra Mariacka
- Kościół św. Franciszka z Asyżu
- Franciszkański kościół św. Chiary
- Kościół i klasztor Karmen
- Kościół św. Sebastiana
- Kościół św. Dominika